# كارلوكو بيكشرز
كارلوكو بيكشرز (بالإنجليزية: Carolco Pictures, Inc.)‏، هي شركة أمريكية منحلة والتي تنتج أعمالاً سينمائية ضخمة ومن بينها سلاسل أفلام رامبو الثلاثة والمبيد 2، أسست سنة 1976م وانحلت سنة 1996م.